# Йонас, Регина
Регина Ионас (нем. Regina Jonas; 3 августа 1902, Берлин — 12 декабря 1944, Освенцим) — первая в мире практикующая женщина-раввин, прошедшая рукоположение.

## Биография
Родилась в небогатой религиозной еврейской семье торговца Вольфа Йонаса (ум. в 1913) и его жены Сары, урожд. Хесс. В семье было двое детей: Регина и ее старший брат Авраам (род. 1900)
В 1930 году окончила либеральную «Высшую школу Иудаики» в Берлине, получила диплом преподавателя религии. Она была не единственной женщиной в университете, но единственной, кто поставил перед собой цель — добиться рукоположения в раввины, что в то время было беспрецедентным.
В 1935 году оффенбахский раввин и глава «Союза либеральных раввинов» доктор Макс Динеман после соответствующего экзамена посвятил Регину Ионас в раввины.
С 1935 по 1942 год она оставалась в Берлине, с 1938 года вела службы во многих еврейских общинах на территории современных Северо-Западной Германии и Польши, раввинам которых к тому времени удалось эмигрировать.
6 ноября 1942 года вместе с престарелой матерью Регина Ионас была депортирована в концентрационный лагерь Терезиенштадт. Там она продолжала свою проповедническую деятельность и была помощницей другого заключённого — венского врача-психоаналитика Виктора Франкла, который создал в лагере подпольный «Реферат» для психологической поддержки заключённых, т. н. «Реферат психогигиены».
12 октября 1944 года Ионас перевели в Аушвиц, где она погибла 12 декабря 1944 года.